# نزلة العصارة
قرية نزلة العصارة هي إحدى القرى التابعة لمركز الفتح في محافظة أسيوط في جمهورية مصر العربية. حسب إحصاءات سنة 2006، بلغ إجمالي السكان في نزلة العصارة 11021 نسمة، منهم 5578 رجل و5443 امرأة.